# Magnetoplumbita
La magnetoplumbita es la forma mineral de un óxido múltiple de composición Pb(Fe3+,Mn3+)12O19, también referido como (Pb,Mn)(Fe,Mn)12O19 o Pb(Mn2+,Mg)(Fe3+,Mn3+)10(Sb5+,Fe3+)O19.
Descrito por vez primera por G. Aminoff en 1925, su nombre alude a sus propiedades magnéticas (magneto) y a su contenido en plomo (plumbum en latín).

## Propiedades
La magnetoplumbita es un mineral opaco, de color negro grisáceo y brillo submetálico que, bajo luz reflejada, tiene coloración gris.
Posee una dureza de 6 en la escala de Mohs y una densidad de 5,52 g/cm³.
Es relativamente soluble en ácido clorhídrico.
Cristaliza en el sistema hexagonal, clase dihexagonal dipiramidal.
Su contenido en Fe2O3 es de aproximadamente el 51%, el de PbO el 20% y el de Mn2O3 entre el 6% y el 19%; puede incluir otros elementos tales como titanio (cuyo contenido, en forma de TiO2, puede alcanzar el 10%), aluminio y antimonio.
Asimismo, es un mineral fuertemente magnético no fluorescente.
Da nombre a un grupo mineralógico homónimo (grupo de la magnetoplumbita), cuya fórmula general corresponde a M12O19. Dentro de este grupo se incluyen plumboferrita, barioferrita, batiferrita, nežilovita y yimengita.

## Morfología y formación
La magnetoplumbita forma bipirámides empinadas de hasta 6 mm de tamaño. También adopta hábito masivo o granular.
Por otra parte, es un mineral que se encuentra en skarns asociados con yacimientos de hierro-manganeso que han experimentado metamorfismo.
Aparece asociado a melanotekita-kentrolita, hematita, jacobsita, braunita, pirofanita, flogopita manganésica, calcita y andradita.

## Yacimientos
La localidad tipo de este mineral se encuentra en la región minera de Långban (Filipstad, Suecia); en este mismo país, existe otro depósito cerca de Lindesberg (Västmanland).
Las restantes localizaciones de magnetoplumbita que se conocen son el yacimiento de Akrotiri (Santorini, Grecia) y Nežilovo (Macedonia del Norte); este último emplazamiento está formado por mármoles y esquistos del macizo Pelagónico, siendo la localidad tipo de otros minerales óxidos como nežilovita y ferricoronadita.